# Eldred Glacier
Eldred Glacier är en glaciär i Antarktis. Den ligger i Sydshetlandsöarna. Argentina, Chile och Storbritannien gör anspråk på området. Eldred Glacier ligger 336 meter över havet.
Terrängen runt Eldred Glacier är kuperad österut, men västerut är den platt. Havet är nära Eldred Glacier norrut. Trakten är glest befolkad. Närmaste befolkade plats är Commandante Ferraz Station, 14,4 kilometer sydväst om Eldred Glacier. 